# أوليف راش
أوليف راش (بالإنجليزية: Olive Rush)‏ هي رسامة جداريات ‏ وفنانة ورسامة ورسامة توضيحية أمريكية، ولدت في 10 يونيو 1873 في فيرمونت في الولايات المتحدة، وتوفيت في 20 أغسطس 1966 في سانتا فيه في الولايات المتحدة.